# 川尻駅
川尻駅（かわしりえき）は、熊本県熊本市南区川尻二丁目にある、九州旅客鉄道（JR九州）鹿児島本線の駅である。
宇土駅から三角線に入る「あまくさみすみ線」系統も乗入れており、利用が可能である。

## 歴史

### 年表

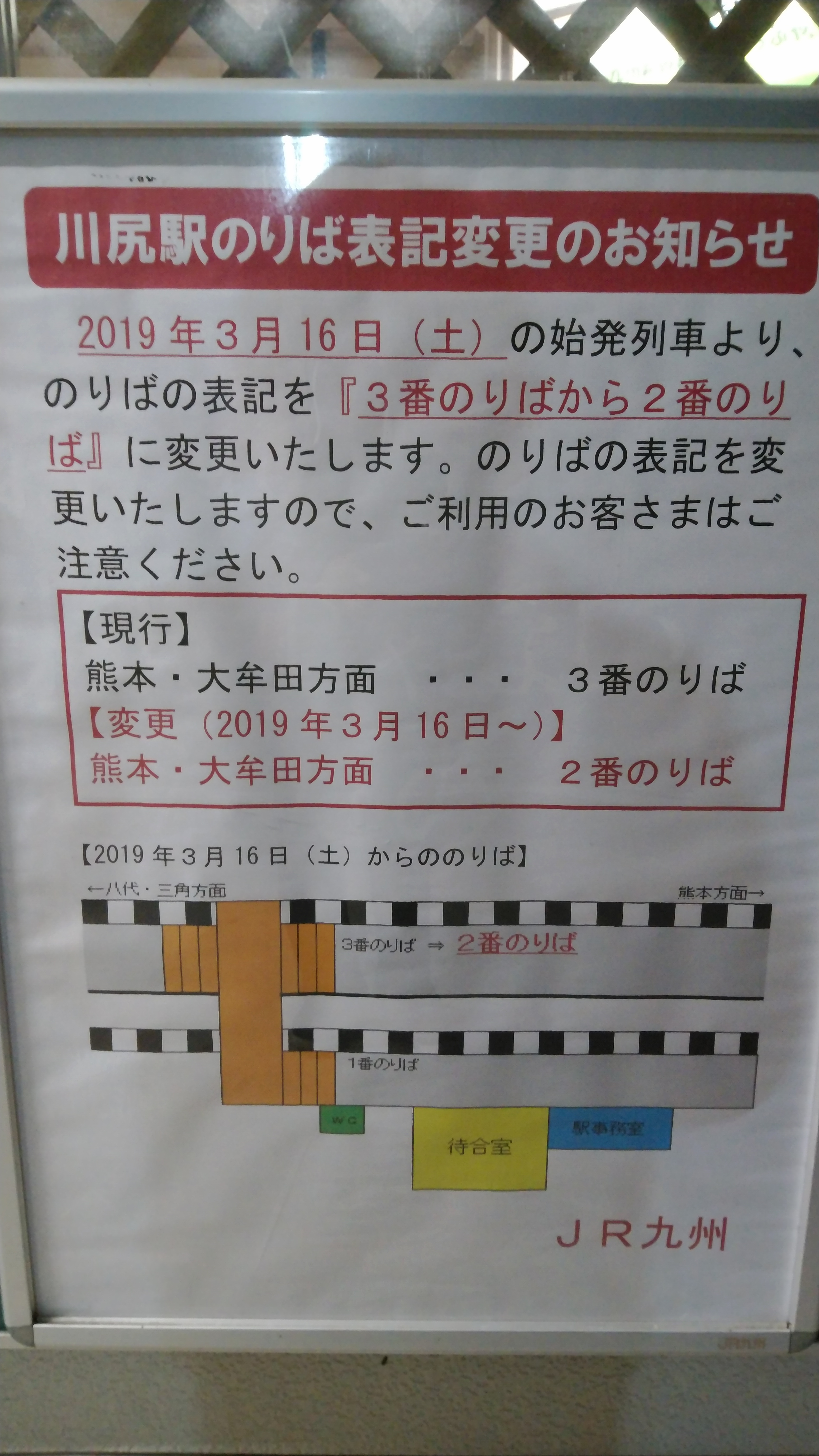
川尻駅のりば変更案内

- 1894年（明治27年）8月11日：九州鉄道（初代）の駅として開設[3]。
- 1907年（明治40年）7月1日：九州鉄道が国有化され帝国鉄道庁が所管[3]。
- 1945年（昭和20年）8月12日：空襲で駅構内諸設備が被災する。
- 1967年（昭和42年）4月1日：貨物取扱廃止[3]。
- 1973年（昭和48年）10月16日：業務委託駅となる[4]。
- 1984年（昭和59年）2月1日：荷物扱い廃止[3]。
- 1987年（昭和62年）4月1日：国鉄分割民営化によりJR九州が継承[3]。
- 2012年（平成24年）12月1日：交通系ICカードSUGOCA対応[5]。
- 2016年（平成28年）12月5日：付近の橋梁工事を行うため、同日始発より八代・三角方面のりばを2番のりばに変更。
- 2018年（平成30年）12月3日：同日始発より八代・三角方面のりばを再び1番のりばに変更[6]。
- 2019年（平成31年）3月16日：同日始発より旧・2番のりばを廃止し線路を撤去・鉄柵で閉鎖、旧・3番のりば（熊本・大牟田方面のりば）を2番のりばへ改称。
- 2023年（令和5年）10月1日：駅営業形態をJR九州サービスサポートによる業務委託駅から[7]、九州旅客鉄道本体による直営駅へ変更[8]。

なお、1965年（昭和40年）2月に廃止された熊本市交通局（熊本市電川尻線）の川尻駅前電停は当駅から東に200m離れたバスのりば2そばのコンビニ裏の交差点（元・バスのりば3付近）の所に所在した。

### 駅名の由来
開業当時の地名（飽田郡川尻町）が由来。
「川尻」の「川」は付近を流れる緑川、「尻」は河口を示し、川尻が緑川の河口に築かれたことが由来となっている。かつては駅付近が河口で港町として栄えたが、河川の工事や干拓が進んで河口が遠ざかったため、今では港町としての面影はない。

## 駅構造
単式ホーム1面1線と島式ホーム1面2線だったが、2019年（平成31年）3月に島式ホームの旧・2番のりば廃止し線路を撤去、現在は単式ホーム2面2線のホームを有する地上駅で、入口は東口のみで駅前広場も東口前にある。互いのホームは跨線橋で連絡している。かつては側線も多数存在し、当駅始発終着の営業列車や回送列車も設定されていたが、九州新幹線の建設に伴い整理され、留置線は北側の電留線と統合された。駅舎は1917年（大正6年）12月に改築された2代目のものである。
直営駅であるが駅長の配置はない。きっぷうりばが設置されている。

### のりば
| のりば | 路線                                  | 方向 | 行先             |
| ------ | ------------------------------------- | ---- | ---------------- |
| 1      | ■鹿児島本線                           | 下り | 八代方面         |
| 1      | ■あまくさみすみ線                     | 下り | 網田・三角方面   |
| 2      | ■鹿児島本線 （■あまくさみすみ線含む） | 上り | 熊本・大牟田方面 |

過去ののりばについて
2013年9月30日までは、駅舎から1番線（八代・三角方面）・2番線（特急往来時期の待避線）・3番線（熊本方面）・通過線の2面4線だった。

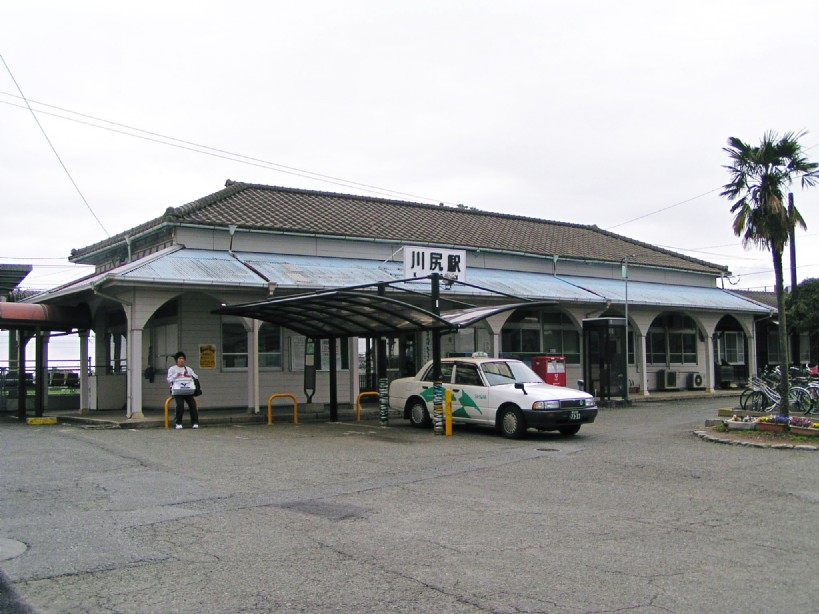
駅舎 （2005年当時、九州新幹線高架建設以前）
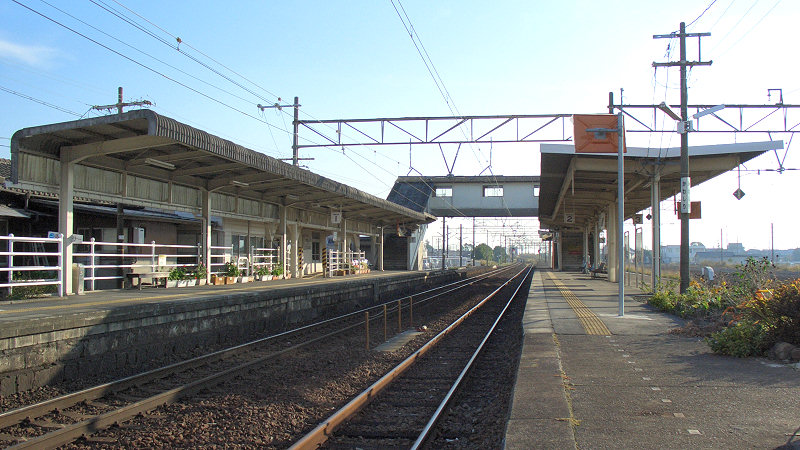
構内
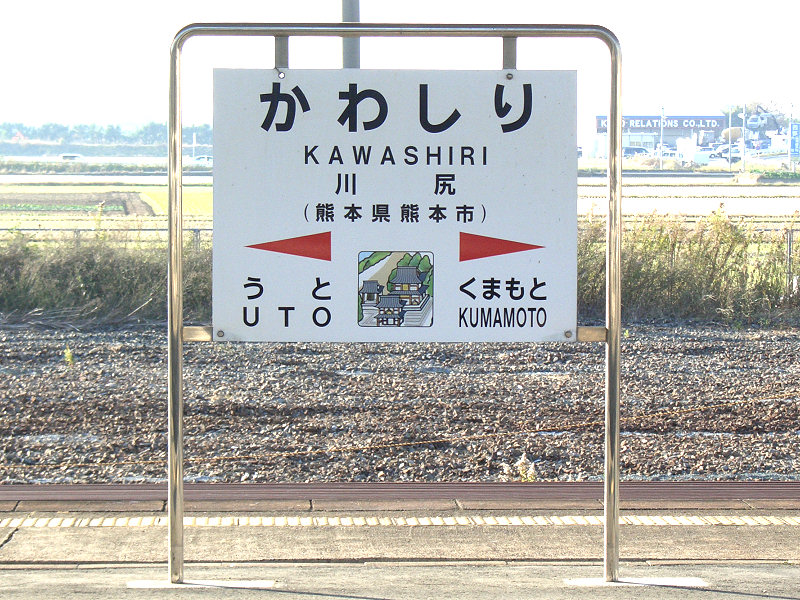
大慈禅寺の描かれた駅名標 （2006年当時のもの）

## 利用状況
2015年度までは「熊本市統計書」による、2016年度分からはJR九州のサイトで公表されている乗車人員数データに基づく。 2023年度の1日平均乗車人員は910人である。2016年には駅の北側に西熊本駅が新しく開業したために利用者が減少した。
| 年度   | 1日平均 乗車人員 | 増加率 |
| ------ | ---------------- | ------ |
| 2001年 | 1,262            |        |
| 2002年 | 1,257            | -0.4%  |
| 2003年 | 1,223            | -2.7%  |
| 2004年 | 1,187            | -2.9%  |
| 2005年 | 1,181            | -0.5%  |
| 2006年 | 1,161            | -1.7%  |
| 2007年 | 1,160            | -0.1%  |
| 2008年 | 1,144            | -1.4%  |
| 2009年 | 1,071            | -6.4%  |
| 2010年 | 1,055            | -1.5%  |
| 2011年 | 1,088            | 3.1%   |
| 2012年 | 1,114            | 2.3%   |
| 2013年 | 1,151            | 3.3%   |
| 2014年 | 1,128            | -1.9%  |
| 2015年 | 1,208            | 7.1%   |
| 2016年 | 1,052            | -12.9% |
| 2017年 | 982              | -6.7%  |
| 2018年 | 982              | 0.0%   |
| 2019年 | 951              | -3.1%  |
| 2020年 | 737              | -22.3% |
| 2021年 | 826              | 12.1%  |
| 2022年 | 871              | 5.4%   |
| 2023年 | 910              | 4.5%   |

## 駅周辺

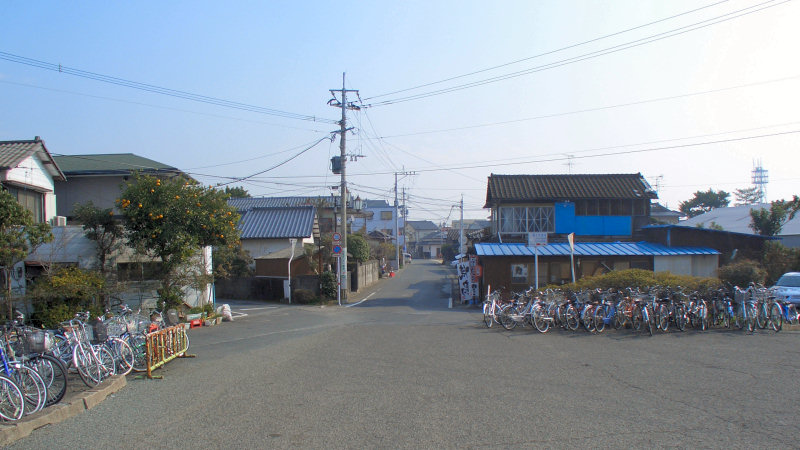
駅前風景

西側は田畑が広がっているが、東側は住宅密集地で商店も点在している。
- 川尻郵便局
- 熊本市立川尻小学校
- 熊本市立城南中学校
- 熊本県立熊本農業高等学校
- 熊本市立川尻幼稚園
- くまもと工芸会館
- 木村政彦記念館[11]
- 瑞鷹 (酒造メーカー)
- ルネサス セミコンダクタ マニュファクチュアリング株式会社　川尻工場
- 熊本港湾・空港整備事務所
- 河尻神宮
- 大慈禅寺 - 加勢川を渡り約1.8km
- 熊本県道236号神水川尻線 - 駅前から東へ延びる道。国道3号と交差する。
- 国道3号 - 東へ約800m。

## バス路線
「川尻駅前」停留所にて、産交バスの路線が発着する。
| 系統番号                | 行先 | 備考 |
| のりば①（桜町BT方面）   | のりば①（桜町BT方面）                                                                                           | のりば①（桜町BT方面）                                                                                           |
| ----------------------- | --- | --- |
| 市道経由                | | |
| R1-1・R1-2・R1-5        | 桜町BT・水道町・県会議事堂                                                                                      | |
| 国道経由                | | |
| R2-1・R2-2              | 桜町BT | 本数少、日祝日運休。                                                                                            |
| K1-5                    | 桜町BT（東バイパス、県庁前経由）                                                                                | 本数少、土日祝日運休。                                                                                          |
| のりば②（川尻町方面）   | | |
| 川尻新町経由            | | |
| R1-1・R2-1・R2-5        | リバーグリーン八幡                                                                                              | |
| 国町経由                | | |
| R1-2・R2-2              | 国町駐車場 | |
| R1-5                    | 松橋産交 | |
| ③のりば（旧・電車通り） | | |
| -                       | のりば③（市道・旧電車通り- 駅から東へ300m）が存在したが、2016年9月30日をもって「バスのりば②と一本化になり廃止。 | のりば③（市道・旧電車通り- 駅から東へ300m）が存在したが、2016年9月30日をもって「バスのりば②と一本化になり廃止。 |

## 隣の駅
九州旅客鉄道（JR九州）
■鹿児島本線・■あまくさみすみ線（三角線直通）
■区間快速・■普通
西熊本駅 - 川尻駅  - 富合駅